# جان اولاو اینمو
جان اولاو اینمو (انگلیسی: John-Olav Einemo؛ زادهٔ ۱۰ دسامبر ۱۹۷۵) ورزشکار هنرهای رزمی ترکیبی اهل نروژ است.
از باشگاه‌هایی که در آن بازی کرده‌است می‌توان به گلدن گلوری اشاره کرد.